# Siège de Falaise (1417-1418)
Pour les articles homonymes, voir Siège de Falaise.
Guerre de Cent Ans
Batailles
Le siège de Falaise (1er décembre 1417 - 15 février 1418) est un épisode de la guerre de Cent Ans. Après un siège de deux mois et demi par le roi Henri V d'Angleterre, la ville de Falaise, défendue par Gilbert Motier de La Fayette, et son château, tenu par Olivier II de Mauny, capitulent, consolidant la domination anglaise sur la Normandie.

## Contexte
En 1417, Henri V d'Angleterre intensifie sa campagne pour reconquérir la Normandie, qu’il revendique comme partie intégrante de son domaine en vertu de ses prétentions au trône de France. Après la prise de Harfleur en 1415 et la victoire d’Azincourt, les Anglais s’emparent de plusieurs villes normandes, dont Caen en septembre 1417, Bayeux, Argentan, et Alençon. Falaise, située dans le Calvados et dotée d’un château fortifié, est une place stratégique en raison de sa position centrale en Normandie et de son importance historique comme lieu de naissance de Guillaume le Conquérant.
La ville est défendue par une garnison française sous le commandement de Gilbert Motier de La Fayette, tandis que le château est tenu par Olivier de Mauny, sire de Torigny. La division entre Armagnacs et Bourguignons, alliée à l’absence de secours coordonnés du roi Charles VI ou du dauphin Charles, affaiblit la résistance française.

## Déroulement

### Début du siège
Le 1er décembre 1417, Henri V, accompagné de ses lieutenants, dont le comte de Thomas Montagu et Guillaume Harington, encercle Falaise avec une armée probablement équipée d’une artillerie lourde, comme lors des sièges précédents de Harfleur et Caen. La ville, protégée par des murailles et des tours, et le château, situé sur une hauteur, opposent une résistance initiale grâce à leurs défenses et à la garnison composée de gens d’armes et d’arbalétriers.
Les assiégeants bombardent les fortifications, causant des dommages importants aux murs et aux tours de la ville. Les habitants et la garnison souffrent des tirs d’artillerie, qui endommagent également les infrastructures, comme l’horloge et les fontaines.

### Capitulation de la ville
Le 20 décembre 1417, après trois semaines de siège, Gilbert Motier de La Fayette négocie une capitulation honorable pour la ville, signée avec le comte de Salisbury et Guillaume Harington. Les termes permettent aux défenseurs de quitter la ville avec leurs biens, sous sauf-conduit. Cependant, le château, commandé par Olivier II de Mauny, continue de résister, prolongeant le siège.
Henri V maintient l’encerclement tout en détachant une partie de ses troupes pour s’emparer de la forteresse de Condé-sur-Noireau, prise rapidement par Jean Witfied. Pendant ce temps, le roi délivre des sauf-conduits, comme celui accordé le 1er février 1418 à Jean de Béthencourt, explorateur des Canaries, depuis son camp devant Falaise.

### Reddition du château
Après deux mois supplémentaires de siège, le château, isolé et affaibli par les bombardements, capitule le 15 février 1418. Olivier de Mauny rend la place à Henri V, marquant la fin du siège. Les fortifications et la ville ont subi des destructions importantes